# Salonicco (unità periferica)
L'unità periferica di Salonicco (in greco Περιφερειακή ενότητα Θεσσαλονίκης?) è una delle sette unità periferiche in cui è divisa la periferia della Macedonia Centrale. Il capoluogo è la città di Salonicco.
Confina con le unità periferiche di Kilkis a nord, Serres a nordest, Calcidica a sud, Emazia ad ovest e Pella a nordovest.

## Prefettura
Salonicco era una prefettura della Grecia, abolita a partire dal 1º gennaio 2011 a seguito dell'entrata in vigore della riforma amministrativa detta piano Kallikratis.
La riforma amministrativa ha anche modificato la struttura dei comuni che ora si presenta come nella seguente tabella:
| Nuovo comune         | Vecchio comune      | Sede        |
| -------------------- | ------------------- | ----------- |
| Ampelokipoi-Menemeni | Ampelokipoi         | Ampelokipoi |
| Ampelokipoi-Menemeni | Menemeni            | Ampelokipoi |
| Chalkidona           | Chalkidona          | Koufalia    |
| Chalkidona           | Agios Athanasios    | Koufalia    |
| Chalkidona           | Koufalia            | Koufalia    |
| Delta                | Axios               | Sindos      |
| Delta                | Echedoros           | Sindos      |
| Delta                | Chalastra           | Sindos      |
| Kalamaria            | Kalamaria           | Kalamaria   |
| Kordelio-Evosmo      | Eleftherio-Kordelio | Evosmos     |
| Kordelio-Evosmo      | Evosmos             | Evosmos     |
| Langadas             | Langadas            | Langadas    |
| Langadas             | Assiros             | Langadas    |
| Langadas             | Vertiskos           | Langadas    |
| Langadas             | Kallindoia          | Langadas    |
| Langadas             | Koroneia            | Langadas    |
| Langadas             | Lachanas            | Langadas    |
| Langadas             | Sochos              | Langadas    |
| Neapoli-Sykies       | Neapoli             | Sykies      |
| Neapoli-Sykies       | Agios Pavlos        | Sykies      |
| Neapoli-Sykies       | Pefka               | Sykies      |
| Neapoli-Sykies       | Sykies              | Sykies      |
| Oraiokastro          | Oraiokastro         | Oraiokastro |
| Oraiokastro          | Kallithea           | Oraiokastro |
| Oraiokastro          | Mygdonia            | Oraiokastro |
| Pavlos Melas         | Efkarpia            | Stavroupoli |
| Pavlos Melas         | Polichni            | Stavroupoli |
| Pavlos Melas         | Stavroupoli         | Stavroupoli |
| Pylaia-Chortiatis    | Panorama            | Panorama    |
| Pylaia-Chortiatis    | Pylaia              | Panorama    |
| Pylaia-Chortiatis    | Chortiatis          | Panorama    |
| Thermaikos           | Thermaikos          | Peraia      |
| Thermaikos           | Epanomi             | Peraia      |
| Thermaikos           | Michaniona          | Peraia      |
| Thermi               | Thermi              | Thermi      |
| Thermi               | Vasilika            | Thermi      |
| Thermi               | Mikra               | Thermi      |
| Salonicco            | Salonicco           | Salonicco   |
| Salonicco            | Triandria           | Salonicco   |
| Volvi                | Rentina             | Stavros     |
| Volvi                | Agios Georgios      | Stavros     |
| Volvi                | Apollonia           | Stavros     |
| Volvi                | Arethousa           | Stavros     |
| Volvi                | Egnatia             | Stavros     |
| Volvi                | Madytos             | Stavros     |

## Precedente suddivisione amministrativa
Dal 1997, con l'attuazione della riforma Kapodistrias, la prefettura di Salonicco era suddivisa in quarantatré comuni e due comunità.
| comuni              | codice YPES | capoluogo (se diverso) | codice postale  | prefisso tel.                |
| ------------------- | ----------- | ---------------------- | --------------- | ---------------------------- |
| Agios Athanasios    | 2101        |                        | 570 03          | 2310-70                      |
| Agios Georgios      | 2102        | Asprovalta             | 570 21          | 23970-2                      |
| Agios Pavlos        | 2103        |                        | 554             | 2310-20 e 21                 |
| Ampelokipoi         | 2104        |                        | 561             | da 2310-72 a 74              |
| Apollonia           | 2106        | Nea Apollonia          | 570 15          | 23930-4                      |
| Arethousa           | 2107        |                        | 570 21          | 23950-4                      |
| Assiros             | 2108        |                        | 572 00          | 23940-6                      |
| Axios               | 2105        | Kymina                 | 573 00          | 23910-4                      |
| Chalastra           | 2142        |                        | 573 00          | 2310-74                      |
| Chalkidona          | 2143        |                        | 570 07          | 23910-2                      |
| Chortiatis          | 2144        | Asvestochori           | 570 10          | 2310-35                      |
| Echedoros           | 2116        | Sindos                 | 570 08          | 2310-78                      |
| Efkarpia            | 2114        |                        | 564             | 2310-68                      |
| Egnatia             | 2111        | Profitis               | 573 00          | 23930-5                      |
| Eleftherio-Kordelio | 2112        |                        | 562             | da 2310-70 a 77              |
| Epanomi             | 2113        |                        | 575 00          | 23920-4                      |
| Evosmos             | 2115        |                        | 562             | 2310-57 e 70                 |
| Kalamaria           | 2120        |                        | 551             | da 2310-40 a 49              |
| Kallindoia          | 2122        | Zagkliveri             | 570 12          | 23930-3                      |
| Kallithea           | 2121        |                        | 545             | 2310-78                      |
| Koroneia            | 2123        | Gerakarou              | 570 12          | 23930-2                      |
| Koufalia            | 2124        |                        | 571 00          | 23950-5                      |
| Lachanas            | 2126        | Xylopoli               | 570 14          | 23940-9                      |
| Langadas            | 2125        |                        | 572 00          | 23940-2                      |
| Madytos             | 2127        | Nea Madytos            | 570 14          | 23970-4                      |
| Menemeni            | 2128        |                        | 561             | da 2310-70 a 79              |
| Michaniona          | 2129        | Nea Michaniona         | 570 04          | 23920-3                      |
| Mikra               | 2130        | Trilofo                | 575 00          | 23920-6                      |
| Migdonia            | 2131        | Liti                   | 545             | 23940-73                     |
| Neapoli             | 2132        |                        | 562             | da 2310-60 a 68              |
| Oraiokastro         | 2145        |                        | 570 13          | 2310-69                      |
| Panorama            | 2133        |                        | 552             | 2310-34                      |
| Pefka               | 2134        |                        | 570 10          | 2310-67                      |
| Polichni            | 2135        |                        | 565             | da 2310-60 a 68              |
| Pylaia              | 2136        |                        | 552             | da 2310-30 a 39              |
| Rentina             | 2137        | Stavros                | 570 10          | 23970-6                      |
| Sochos              | 2138        |                        | 570 05          | 23950-                       |
| Stavroupoli         | 2139        |                        | 564             | da 2310-60 a 69              |
| Sykies              | 2140        |                        | 566             | da 2310-20 a 29 e da 60 a 69 |
| Thermaikos          | 2117        | Peraia                 | 570 19          | 23920-2                      |
| Thermi              | 2118        |                        | 570 01          | 2310-41                      |
| Salonicco           | 2119        |                        | 54x xx e 55x xx | da 2310-2 a 6                |
| Triandria           | 2141        |                        | 553             | da 2310-90 a 99              |
| Vasilika            | 2109        |                        | 570 06          | 23960-2                      |
| Vertiskos           | 2110        | Ossa                   | 572 00          | 23940-9                      |